# Личакув (гміна Казімежа-Велька)
Личакув (пол. Łyczaków) — село в Польщі, у гміні Казімежа-Велька Казімерського повіту Свентокшиського воєводства.
Населення — 192 особи (2011).
У 1975-1998 роках село належало до Келецького воєводства.

## Демографія
Демографічна структура на день 31 березня 2011 року:
|          | Загалом | Допрацездатний вік | Працездатний вік | Постпрацездатний вік |
| -------- | ------- | ------------------ | ---------------- | -------------------- |
| Чоловіки | 85      | 12                 | 61               | 12                   |
| Жінки    | 107     | 22                 | 56               | 29                   |
| Разом    | 192     | 34                 | 117              | 41                   |